# Verrucella cumingi
Verrucella cumingi är en korallart som först beskrevs av Gray 1870.  Verrucella cumingi ingår i släktet Verrucella och familjen Ellisellidae. Inga underarter finns listade i Catalogue of Life.